# Copa Libertadores 2011/Faza grupowa
Faza grupowa Copa Libertadores 2011.

## Grupa 1
| Lp. | Drużyna                | M | Z | R | P | Bramki | Bramki | +/– | Pkt | Bezpośrednio |
| --- | ---------------------- | - | - | - | - | ------ | ------ | --- | --- | ------------ |
| 1   | Club Libertad (A)      | 6 | 4 | 2 | 0 | 13     | 5      | +8  | 14  |              |
| 2   | Once Caldas (A)        | 6 | 1 | 4 | 1 | 7      | 8      | −1  | 7   |              |
| 3   | Universidad San Martín | 6 | 2 | 0 | 4 | 7      | 11     | −4  | 6   |              |
| 4   | San Luis               | 6 | 1 | 2 | 3 | 6      | 9      | −3  | 5   |              |

|                        | LIB | USM | COD | SNL |
| ---------------------- | --- | --- | --- | --- |
| Club Libertad          | –   | 5:1 | 2:2 | 2:0 |
| Universidad San Martín | 0:1 | –   | 0:2 | 2:0 |
| Once Caldas            | 1:1 | 0:3 | –   | 1:1 |
| San Luis               | 1:2 | 3:1 | 1:1 | –   |

| 115 lutego 2011 | San Luis                | 1:2   | Club Libertad                                 |                                                                |
| 18:45 UTC-6:00  | Juan Manuel Cavallo 40' | (1:1) | 18' Nicolás Pavlovich · 56' (k) Sergio Aquino | Estadio Alfonso Ramírez, San Luis Potosí Sędzia: José Buitrago |

| 216 lutego 2011 | Once Caldas | 0:3   | Universidad San Martín                       |                                                      |
| 21:15 UTC-5:00  |             | (0:2) | 37', 59' Héber Arriola · 41' Germán Alemanno | Estadio Palogrande, Manizales Sędzia: Sergio Pezzota |

| 322 lutego 2011 | Universidad San Martín                              | 2:0   | San Luis |                                                   |
| 19:30 UTC-5:00  | Gianfranco Labarthe Tome 85' · Carlos Marinelli 90' | (0:0) |          | Estadio Miguel Grau, Callao Sędzia: Wilson Seneme |

| 422 lutego 2011 | Once Caldas      | 1:1   | Club Libertad      |                                                    |
| 21:45 UTC-5:00  | Dayro Moreno 28' | (1:0) | 90+5' Víctor Ayala | Estadio Palogrande, Manizales Sędzia: Saúl Laverni |

| 52 marca 2011  | San Luis           | 1:1   | Once Caldas       |                                                                    |
| 21:15 UTC-6:00 | Michael Arroyo 18' | (1:1) | 3' Wason Rentería | Estadio Alfonso Ramírez, San Luis Potosí Sędzia: Joaquín Antequera |

| 68 marca 2011  | Club Libertad                                                                              | 5:1   | Universidad San Martín |                                                            |
| 19:15 UTC-3:00 | Rodrigo Rojas 14' · Ángel Orue 19' · Manuel Maciel 28' · Víctor Ayala 50' · Omar Pouso 85' | (3:1) | 5' Germán Alemanno     | Estadio Dr. Nicolás Léoz, Asunción Sędzia: Roberto Silvera |

| 715 marca 2011 | Universidad San Martín | 0:1   | Club Libertad         |                                                 |
| 17:15 UTC-5:00 |                        | (0:1) | 24' (k) Sergio Aquino | Estadio Miguel Grau, Callao Sędzia: Heber Lopes |

| 815 marca 2011 | Once Caldas    | 1:1   | San Luis               |                                                  |
| 21:45 UTC-5:00 | Luis Nuñez 79' | (0:0) | 90' Juan Carlos Medina | Estadio Palogrande, Manizales Sędzia: Omar Ponce |

| 922 marca 2011 | Club Libertad                | 2:2   | Once Caldas             |                                                           |
| 20:30 UTC-6:00 | Nicolás Pavlovich 17', 90+4' | (1:2) | 12', 18' Wason Rentería | Estadio Dr. Nicolás Léoz, Asunción Sędzia: Líber Prudente |

| 1022 marca 2011 | San Luis                                        | 3:1   | Universidad San Martín |                                                             |
| 20:30 UTC-3:00  | Juan Carlos Medina 4' · Michael Arroyo 14' (75) | (2:0) | 61' Ronald Quinteros   | Estadio Alfonso Ramírez, San Luis Potosí Sędzia: Diego Abal |

| 1119 kwietnia 2011 | Club Libertad                                      | 2:0   | San Luis |                                                            |
| 21:30 UTC-4:00     | Jorge González Marquet 10' · Nicolás Pavlovich 16' | (2:0) |          | Estadio Dr. Nicolás Léoz, Asunción Sędzia: Salvio Fagundes |

| 1219 kwietnia 2011 | Universidad San Martín | 0:2   | Once Caldas                              |                                                   |
| 20:30 UTC-5:00     |                        | (0:1) | 16' Wason Rentería · 76' Matías Mirabaje | Estadio Miguel Grau, Callao Sędzia: Enrique Osses |

## Grupa 2
| Lp. | Drużyna                 | M | Z | R | P | Bramki | Bramki | +/– | Pkt | Bezpośrednio |
| --- | ----------------------- | - | - | - | - | ------ | ------ | --- | --- | ------------ |
| 1   | Atlético Junior (A)     | 6 | 4 | 1 | 1 | 9      | 7      | +2  | 13  |              |
| 2   | Grêmio Porto Alegre (A) | 6 | 3 | 1 | 2 | 9      | 6      | +3  | 10  |              |
| 3   | Oriente Petrolero       | 6 | 2 | 0 | 4 | 7      | 8      | −1  | 6   |              |
| 4   | León Huánuco            | 6 | 1 | 2 | 3 | 4      | 8      | −4  | 5   |              |

|                     | ATJ | GPA | LHU | ORI |
| ------------------- | --- | --- | --- | --- |
| Atlético Junior     | –   | 2:1 | 1:1 | 2:1 |
| Grêmio Porto Alegre | 2:0 | –   | 2:0 | 3:0 |
| León Huánuco        | 1:2 | 1:1 | –   | 1:0 |
| Oriente Petrolero   | 1:2 | 3:0 | 2:0 | –   |

| 117 lutego 2011 | León Huánuco     | 1:2   | Atlético Junior                     |                                                        |
| 14:30 UTC-5:00  | Carlos Elías 87' | (0:1) | 23' Jhon Viáfara · 66' Carlos Bacca | Estadio Heraclio Tapia, Huánuco Sędzia: Paulo Oliveira |

| 217 lutego 2011 | Grêmio Porto Alegre                          | 3:0   | Oriente Petrolero |                                                                  |
| 19:45 UTC-2:00  | Douglas dos Santos 43' (k), 70' · Gilson 48' | (1:0) |                   | Estádio Olímpico Monumental, Porto Alegre Sędzia: Líber Prudente |

| 323 lutego 2011 | León Huánuco       | 1:0   | Oriente Petrolero |                                                          |
| 15:15 UTC-5:00  | Carlos Zegarra 35' | (1:0) |                   | Estadio Heraclio Tapia, Huánuco Sędzia: Marlon Escalante |

| 424 lutego 2011 | Atlético Junior                           | 2:1   | Grêmio Porto Alegre           |                                                                |
| 21:45 UTC-5:00  | Giovanni Hernández 29' · Jhon Viáfara 74' | (1:1) | 5' Humberlito Borges Teixeira | Estadio Roberto Meléndez, Barranquilla Sędzia: Marco Rodríguez |

| 53 marca 2011  | Grêmio Porto Alegre                                 | 2:0   | León Huánuco |                                                                 |
| 20:15 UTC-3:00 | André Lima 43' · Humberlito Borges Teixeira 55' (k) | (1:0) |              | Estádio Olímpico Monumental, Porto Alegre Sędzia: Enrique Osses |

| 69 marca 2011  | Oriente Petrolero      | 1:2   | Atlético Junior                   |                                                           |
| 18:30 UTC-4:00 | Juan Carlos Arce 90+2' | (0:1) | 27' Victor Cortés · 46' Luis Páez | Estadio Ramón Aguilera, Santa Cruz Sędzia: Gabriel Favale |

| 717 marca 2011 | León Huánuco     | 1:1   | Grêmio Porto Alegre |                                                        |
| 15:00 UTC-5:00 | Carlos Elías 44' | (1:0) | 54' Carlos Alberto  | Estadio Heraclio Tapia, Huánuco Sędzia: Roberto García |

| 817 marca 2011 | Atlético Junior           | 2:1   | Oriente Petrolero   |                                                          |
| 21:45 UTC-5:00 | Carlos Bacca 65', 72' (k) | (0:0) | 48' Jhasmani Campos | Estadio Roberto Meléndez, Barranquilla Sędzia: Juan Soto |

| 924 marca 2011 | Oriente Petrolero                      | 2:0   | León Huánuco |                                                             |
| 18:30 UTC-4:00 | Alcides Peña 17' · Jhasmani Campos 78' | (1:0) |              | Estadio Ramón Aguilera, Santa Cruz Sędzia: Alfredo Intriago |

| 107 kwietnia 2011 | Grêmio Porto Alegre                          | 2:0   | Atlético Junior |                                                                   |
| 19:15 UTC-3:00    | Lúcio Carlos Cajueiro Souza 33' · Borges 60' | (1:0) |                 | Estádio Olímpico Monumental, Porto Alegre Sędzia: Héctor Baldassi |

| 1114 kwietnia 2011 | Oriente Petrolero                                                   | 3:0   | Grêmio Porto Alegre |                                                       |
| 21:45 UTC-4:00     | Nicolás Fernández 50' · Fernando Saucedo 75' · Juan Carlos Arce 79' | (0:0) |                     | Estadio Ramón Aguilera, Santa Cruz Sędzia: Omar Ponce |

| 1214 kwietnia 2011 | Atlético Junior    | 1:1   | León Huánuco          |                                                            |
| 20:45 UTC-5:00     | Jossymar Gomez 75' | (0:0) | 84' Orlando Rodríguez | Estadio Roberto Meléndez, Barranquilla Sędzia: Carlos Vera |

## Grupa 3
| Lp. | Drużyna            | M | Z | R | P | Bramki | Bramki | +/– | Pkt | Bezpośrednio |
| --- | ------------------ | - | - | - | - | ------ | ------ | --- | --- | ------------ |
| 1   | América (A)        | 6 | 3 | 1 | 2 | 8      | 7      | +1  | 10  |              |
| 2   | Fluminense FC (A)  | 6 | 2 | 2 | 2 | 9      | 9      | 0   | 8   |              |
| 3   | Club Nacional      | 6 | 2 | 2 | 2 | 3      | 3      | 0   | 8   |              |
| 4   | Argentinos Juniors | 6 | 2 | 1 | 3 | 9      | 10     | −1  | 7   |              |

|                    | ARJ | AME | FLU | CNA |
| ------------------ | --- | --- | --- | --- |
| Argentinos Juniors | –   | 3:1 | 2:4 | 0:1 |
| América            | 2:1 | –   | 1:0 | 2:0 |
| Fluminense FC      | 2:2 | 3:2 | –   | 0:0 |
| Club Nacional      | 0:1 | 0:0 | 2:0 | –   |

| 19 lutego 2011 | Fluminense FC         | 2:2   | Argentinos Juniors    |                                                              |
| 22:00 UTC-2:00 | Rafael Moura 58', 74' | (0:1) | 44', 70' Franco Niell | Estádio João Havelange, Rio de Janeiro Sędzia: Carlos Torres |

| 215 lutego 2011 | América                                       | 2:0   | Club Nacional |                                           |
| 21:00 UTC-6:00  | Vicente Sánchez 4' · Vicente Matías Vuoso 48' | (1:0) |               | Estadio Azteca, Meksyk Sędzia: Óscar Ruiz |

| 323 lutego 2011 | Fluminense FC | 0:0   | Club Nacional |                                                                |
| 21:50 UTC-3:00  |               | (0:0) |               | Estádio João Havelange, Rio de Janeiro Sędzia: Carlos Amarilla |

| 424 lutego 2011 | Argentinos Juniors                                            | 3:1   | América               |                                                              |
| 21:30 UTC-3:00  | Santiago Salcedo 45' (k), 73' · Cristian Sánchez Prette 90+3' | (1:1) | 27' Daniel Montenegro | Estadio Diego Maradona, Buenos Aires Sędzia: Víctor Carrillo |

| 52 marca 2011  | Club Nacional | 0:1   | Argentinos Juniors |                                                               |
| 20:30 UTC-2:00 |               | (0:1) | 21' Franco Niell   | Estadio Gran Parque Central, Montevideo Sędzia: Antonio Arias |

| 62 marca 2011  | América            | 1:0   | Fluminense FC |                                              |
| 18:50 UTC-6:00 | Daniel Márquez 70' | (0:0) |               | Estadio Azteca, Meksyk Sędzia: Wilmar Roldán |

| 715 marca 2011 | Argentinos Juniors | 0:1   | Club Nacional              |                                                            |
| 21:30 UTC-3:00 |                    | (0:1) | 34' Santiago Damián García | Estadio Diego Maradona, Buenos Aires Sędzia: Enrique Osses |

| 823 marca 2011 | Fluminense FC                                                                | 3:2   | América                  |                                                              |
| 21:50 UTC-3:00 | Wellington Pereira Rodrigues 21' · Clemerson de Araújo Soares 80' · Deco 87' | (1:1) | 15', 72' Vicente Sánchez | Estádio João Havelange, Rio de Janeiro Sędzia: Antonio Arias |

| 96 kwietnia 2011 | Club Nacional                   | 2:0   | Fluminense FC |                                                            |
| 21:45 UTC-3:00   | Santiago Damián García 50', 66' | (0:0) |               | Estadio Gran Parque Central, Montevideo Sędzia: Óscar Ruiz |

| 106 kwietnia 2011 | América                                       | 2:1   | Argentinos Juniors |                                                |
| 21:50 UTC-5:00    | Vicente Matías Vuoso 72' · Daniel Márquez 82' | (0:0) | 48' Franco Niell   | Estadio Azteca, Meksyk Sędzia: Carlos Amarilla |

| 1120 kwietnia 2011 | Club Nacional | 0:0   | América |                                                                 |
| 20:50 UTC-3:00     |               | (0:0) |         | Estadio Gran Parque Central, Montevideo Sędzia: Víctor Carrillo |

| 1220 kwietnia 2011 | Argentinos Juniors                         | 2:4   | Fluminense FC                                          |                                                            |
| 21:50 UTC-3:00     | Santiago Salcedo 25' · Gustavo Oberman 54' | (1:2) | 17' Júlio César · 40', 88' (k) Fred · 68' Rafael Moura | Estadio Diego Maradona, Buenos Aires Sędzia: Wilmar Roldán |

## Grupa 4
| Lp. | Drużyna                  | M | Z | R | P | Bramki | Bramki | +/– | Pkt | Bezpośrednio |
| --- | ------------------------ | - | - | - | - | ------ | ------ | --- | --- | ------------ |
| 1   | Universidad Católica (A) | 6 | 3 | 2 | 1 | 11     | 9      | +2  | 11  |              |
| 2   | CA Vélez Sarsfield (A)   | 6 | 3 | 1 | 2 | 12     | 6      | +6  | 10  |              |
| 3   | Caracas                  | 6 | 3 | 0 | 3 | 7      | 10     | −3  | 9   |              |
| 4   | Unión Española           | 6 | 1 | 1 | 4 | 7      | 11     | −4  | 4   |              |

|                      | CAR | UCS | UNI | VSA |
| -------------------- | --- | --- | --- | --- |
| Caracas              | –   | 0:2 | 2:0 | 0:3 |
| Universidad Católica | 1:3 | –   | 2:1 | 0:0 |
| Unión Española       | 1:2 | 2:2 | –   | 2:1 |
| CA Vélez Sarsfield   | 3:0 | 3:4 | 2:1 | –   |

| 115 lutego 2011 | CA Vélez Sarsfield                                                         | 3:0   | Caracas |                                                             |
| 15:30 UTC-3:00  | Maximiliano Moralez 45' · David Ramírez 61' · Juan Manuel Martínez 84' (k) | (1:0) |         | Estadio José Amalfitani, Buenos Aires Widzów: Enrique Osses |

{{Mecz}} Nieoczekiwana grafika: "widownia".
| 216 lutego 2011 | Unión Española                            | 2:2   | Universidad Católica                    |                                                    |
| 18:45 UTC-3:00  | Leonardo Monje 48' · Braulio Leal 90' (k) | (0:0) | 68' Lucas Pratto · 73' Fernando Meneses | Estadio Santa Laura, Santiago Sędzia: Claudio Puga |

| 33 marca 2011  | CA Vélez Sarsfield                                             | 3:4   | Universidad Católica                                           |                                                             |
| 20:15 UTC-3:00 | Fernando Ortiz 20' · Augusto Fernández 22' · Emiliano Papa 45' | (3:1) | 1', 89' Lucas Pratto · 74' Tomás Costa · 90' Francisco Pizarro | Estadio José Amalfitani, Buenos Aires Sędzia: Carlos Torres |

| 43 marca 2011  | Caracas                                     | 2:0   | Unión Española |                                               |
| 21:00 UTC-4:30 | Edgar Jiménez 40' (k) · Nelson Barahona 54' | (1:0) |                | Estadio Olímpico, Caracas Sędzia: Carlos Vera |

| 59 marca 2011  | Universidad Católica | 1:3   | Caracas                                            |                                                               |
| 21:45 UTC-3:00 | Pablo Calandria 53'  | (0:0) | 46', 50' Luis Carlos Cabezas · 49' Nelson Barahona | Estadio San Carlos de Apoquindo, Santiago Sędzia: Raúl Orozco |

| 610 marca 2011 | Unión Española                       | 2:1   | CA Vélez Sarsfield |                                                     |
| 19:15 UTC-3:00 | Martín Ligüera 4' · Braulio Leal 26' | (2:0) | 69' David Ramírez  | Estadio Santa Laura, Santiago Sędzia: Wilson Seneme |

| 722 marca 2011 | Caracas | 0:2   | Universidad Católica                        |                                                   |
| 19:45 UTC-4:30 |         | (0:0) | 49' José Luis Villanueva · 85' Lucas Pratto | Estadio Olímpico, Caracas Sędzia: Paul Delgadillo |

| 824 marca 2011 | CA Vélez Sarsfield                     | 2:1   | Unión Española      |                                                               |
| 21:45 UTC-3:00 | Emiliano Papa 23' · Santiago Silva 69' | (1:1) | 34' Leandro Delgado | Estadio José Amalfitani, Buenos Aires Sędzia: Salvio Fagundes |

| 96 kwietnia 2011 | Unión Española     | 1:2   | Caracas                                    |                                                      |
| 19:30 UTC-3:00   | Sebastián Jaime 2' | (1:1) | 33' Louis Angelo Peña · 83' Josef Martínez | Estadio Santa Laura, Santiago Sędzia: Leandro Vuaden |

| 107 kwietnia 2011 | Universidad Católica | 0:0   | CA Vélez Sarsfield |                                                                   |
| 21:30 UTC-3:00    |                      | (0:0) |                    | Estadio San Carlos de Apoquindo, Santiago Sędzia: Jorge Larrionda |

| 1114 kwietnia 2011 | Universidad Católica                     | 2:1   | Unión Española      |                                                                |
| 20:30 UTC-3:00     | Pablo Calandria 48' · Marcelo Cañete 78' | (0:0) | 47' Kevin Harbottle | Estadio San Carlos de Apoquindo, Santiago Sędzia: Jorge Osorio |

| 1214 kwietnia 2011 | Caracas | 0:3   | CA Vélez Sarsfield                                |                                                 |
| 19:00 UTC-4:30     |         | (0:1) | 20' Maximiliano Moralez · 46', 54' Santiago Silva | Estadio Olímpico, Caracas Sędzia: José Buitrago |

## Grupa 5
| Lp. | Drużyna           | M | Z | R | P | Bramki | Bramki | +/– | Pkt | Bezpośrednio |
| --- | ----------------- | - | - | - | - | ------ | ------ | --- | --- | ------------ |
| 1   | Cerro Porteño (A) | 6 | 3 | 2 | 1 | 13     | 8      | +5  | 11  |              |
| 2   | Santos FC (A)     | 6 | 3 | 2 | 1 | 11     | 8      | +3  | 11  |              |
| 3   | CSD Colo-Colo     | 6 | 3 | 0 | 3 | 15     | 16     | −1  | 9   |              |
| 4   | Deportivo Táchira | 6 | 0 | 2 | 4 | 5      | 12     | −7  | 2   |              |

|                   | CER | CCS | SFC | DEP |
| ----------------- | --- | --- | --- | --- |
| Cerro Porteño     | –   | 5:2 | 1:2 | 1:1 |
| CSD Colo-Colo     | 2:3 | –   | 3:2 | 2:1 |
| Santos FC         | 1:1 | 3:2 | –   | 3:1 |
| Deportivo Táchira | 0:2 | 2:4 | 0:0 | –   |

| 115 lutego 2011 | Deportivo Táchira | 0:0   | Santos FC |                                                          |
| 20:45 UTC-4:30  |                   | (0:0) |           | Estadio Polideportivo, San Cristóbal Sędzia: Carlos Vera |

| 217 lutego 2011 | Cerro Porteño                                                                 | 5:2   | CSD Colo-Colo                                |                                                           |
| 20:00 UTC-3:00  | Roberto Nanni 2', 69' (k) · Julio dos Santos 7' · Juan Manuel Iturbe 47', 86' | (2:1) | 13' Cristóbal Jorquera · 74' Esteban Paredes | Estadio General Pablo Rojas, Asunción Sędzia: Heber Lopes |

| 31 marca 2011  | Deportivo Táchira        | 2:4   | CSD Colo-Colo                                                        |                                                         |
| 21:00 UTC-4:30 | Julio Gutiérrez 87', 88' | (0:2) | 20', 45' Ezequiel Miralles · 71' Esteban Paredes · 83' Lucas Wílchez | Estadio Polideportivo, San Cristóbal Sędzia: Omar Ponce |

| 42 marca 2011  | Santos FC     | 1:1   | Cerro Porteño         |                                                      |
| 21:50 UTC-3:00 | Elano 55' (k) | (0:0) | 90' (k) Roberto Nanni | Estádio Vila Belmiro, Santos Sędzia: Héctor Baldassi |

| 510 marca 2011 | Cerro Porteño     | 1:1   | Deportivo Táchira  |                                                             |
| 19:15 UTC-3:00 | Roberto Nanni 27' | (1:0) | 61' Sergio Herrera | Estadio General Pablo Rojas, Asunción Sędzia: Darío Ubriaco |

| 616 marca 2011 | CSD Colo-Colo                                                   | 3:2   | Santos FC             |                                                         |
| 21:50 UTC-3:00 | Esteban Paredes 27' · Ezequiel Miralles 35' · Andrés Scotti 43' | (3:1) | 5' Elano · 49' Neymar | Estadio David Arellano, Santiago Sędzia: Sergio Pezzota |

| 76 kwietnia 2011 | Deportivo Táchira | 0:2   | Cerro Porteño                              |                                                             |
| 18:00 UTC-4:30   |                   | (0:1) | 20' Roberto Nanni · 65' Iván Arturo Torres | Estadio Polideportivo, San Cristóbal Sędzia: Sergio Pezzota |

| 86 kwietnia 2011 | Santos FC                           | 3:2   | CSD Colo-Colo                        |                                                      |
| 21:45 UTC-3:00   | Elano 33' · Danilo 35' · Neymar 51' | (2:0) | 81' Patricio Jerez · 86' Diego Rubio | Estádio Vila Belmiro, Santos Sędzia: Roberto Silvera |

| 912 kwietnia 2011 | CSD Colo-Colo       | 2:1 | Deportivo Táchira    |                                                          |
| 21:30 UTC-3:00    | Diego Rubio 6', 22' |     | 4' Edgar Pérez Greco | Estadio David Arellano, Santiago Sędzia: Héctor Baldassi |

| 1014 kwietnia 2011 | Cerro Porteño       | 1:2   | Santos FC                     |                                                              |
| 19:30 UTC-4:00     | Pedro Benítez 90+3' | (0:1) | 11' Danilo · 47' Maikon Leite | Estadio General Pablo Rojas, Asunción Sędzia: Martín Vázquez |

| 1120 kwietnia 2011 | CSD Colo-Colo                               | 2:3   | Cerro Porteño                             |                                                          |
| 19:30 UTC-3:00     | Cristóbal Jorquera 4' · Esteban Paredes 20' | (2:1) | 42', 87' Jonathan Fabbro · 47' Iván Piris | Estadio David Arellano, Santiago Sędzia: Jorge Larrionda |

| 1220 kwietnia 2011 | Santos FC                                            | 3:1 | Deportivo Táchira |                                                    |
| 19:30 UTC-3:00     | Neymar 4' · Jonathan Cícero Moreira 13' · Danilo 72' |     | 69' Gerzon Chacón | Estádio Vila Belmiro, Santos Sędzia: Néstor Pitana |

## Grupa 6
| Lp. | Drużyna              | M | Z | R | P | Bramki | Bramki | +/– | Pkt | Bezpośrednio |
| --- | -------------------- | - | - | - | - | ------ | ------ | --- | --- | ------------ |
| 1   | SC Internacional (A) | 6 | 4 | 1 | 1 | 14     | 3      | +11 | 13  |              |
| 2   | Chiapas (A)          | 6 | 3 | 0 | 3 | 6      | 8      | −2  | 9   |              |
| 3   | CS Emelec            | 6 | 2 | 2 | 2 | 4      | 5      | −1  | 8   |              |
| 4   | Jorge Wilstermann    | 6 | 1 | 1 | 4 | 3      | 11     | −8  | 4   |              |

|                   | CHI | IPA | EGU | WIL |
| ----------------- | --- | --- | --- | --- |
| Chiapas           | –   | 1:0 | 2:1 | 2:0 |
| SC Internacional  | 4:0 | –   | 2:0 | 3:0 |
| CS Emelec         | 1:0 | 1:1 | –   | 1:0 |
| Jorge Wilstermann | 2:1 | 1:4 | 0:0 | –   |

| 116 lutego 2011 | CS Emelec            | 1:1   | SC Internacional  |                                                         |
| 19:00 UTC-5:00  | Fernando Giménez 90' | (0:0) | 80' Mario Bolatti | Estadio George Capwell, Guayaquil Sędzia: Néstor Pitana |

| 216 lutego 2011 | Chiapas                                         | 2:0   | Jorge Wilstermann |                                                          |
| 20:15 UTC-6:00  | Miguel Ángel Martínez 66' · Ricardo Esqueda 79' | (0:0) |                   | Estadio Víctor Reyna, Tuxtla Gutiérrez Sędzia: Juan Soto |

| 322 lutego 2011 | CS Emelec           | 1:0   | Jorge Wilstermann |                                                        |
| 9:30 UTC-5:00   | Eduardo Morante 34' | (1:0) |                   | Estadio George Capwell, Guayaquil Sędzia: Jorge Osorio |

| 423 lutego 2011 | SC Internacional                                        | 4:0   | Chiapas |                                                         |
| 21:50 UTC-3:00  | Mario Bolatti 19' (44) · Leandro Damião 66' · Oscar 90' | (2:0) |         | Estádio Beira-Rio, Porto Alegre Sędzia: Roberto Silvera |

| 58 marca 2011  | Chiapas                                           | 2:1   | CS Emelec             |                                                                 |
| 20:45 UTC-6:00 | Francisco Javier Torres 43' · Antonio Salazar 67' | (1:0) | 69' Cristian Menéndez | Estadio Víctor Reyna, Tuxtla Gutiérrez Sędzia: Marlon Escalante |

| 616 marca 2011 | Jorge Wilstermann | 1:4   | SC Internacional                                                         |                                                            |
| 18:30 UTC-4:00 | Juan Brown 8'     | (1:3) | 16' (sam.) Juan Brown · 19' Leandro Damião · 26' Zé Roberto · 82' Kléber | Estadio Félix Capriles, Cochabamba Sędzia: Enrique Cáceres |

| 716 marca 2011 | CS Emelec            | 1:0   | Chiapas |                                                           |
| 19:50 UTC-5:00 | David Quiroz 53' (k) | (0:0) |         | Estadio George Capwell, Guayaquil Sędzia: Víctor Carrillo |

| 830 marca 2011 | SC Internacional                                     | 3:0   | Jorge Wilstermann |                                                       |
| 21:50 UTC-3:00 | Oscar 18' · Andrés D’Alessandro 58' · Zé Roberto 72' | (1:0) |                   | Estádio Beira-Rio, Porto Alegre Sędzia: Darío Ubriaco |

| 96 kwietnia 2011 | Chiapas             | 1:0   | SC Internacional |                                                              |
| 17:30 UTC-5:00   | Antonio Salazar 54' | (0:0) |                  | Estadio Víctor Reyna, Tuxtla Gutiérrez Sędzia: Wilmar Roldán |

| 107 kwietnia 2011 | Jorge Wilstermann | 0:0   | CS Emelec |                                                            |
| 18:15 UTC-4:00    |                   | (0:0) |           | Estadio George Capwell, Guayaquil Sędzia: Marlon Escalante |

| 1119 kwietnia 2011 | Jorge Wilstermann                    | 2:1   | Chiapas                    |                                                          |
| 19:15 UTC-4:00     | Fábio Mineiro 76' · Nicky Torres 81' | (0:1) | 7' Francisco Javier Torres | Estadio George Capwell, Guayaquil Sędzia: Julio Quintana |

| 1219 kwietnia 2011 | SC Internacional                      | 2:0   | CS Emelec |                                                    |
| 20:15 UTC-3:00     | Rafael Sóbis 51' · Leandro Damião 84' | (0:0) |           | Estádio Beira-Rio, Porto Alegre Sędzia: Óscar Ruiz |

## Grupa 7
| Lp. | Drużyna         | M | Z | R | P | Bramki | Bramki | +/– | Pkt | Bezpośrednio |
| --- | --------------- | - | - | - | - | ------ | ------ | --- | --- | ------------ |
| 1   | Cruzeiro EC (A) | 6 | 5 | 1 | 0 | 20     | 1      | +19 | 16  |              |
| 2   | Estudiantes (A) | 6 | 3 | 1 | 2 | 9      | 11     | −2  | 10  |              |
| 3   | Tolima Ibagué   | 6 | 2 | 2 | 2 | 5      | 8      | −3  | 8   |              |
| 4   | Guaraní         | 6 | 0 | 0 | 6 | 2      | 16     | −14 | 0   |              |

|               | CRU | EST | Tolima Ibagué | GUA |
| ------------- | --- | --- | ------------- | --- |
| Cruzeiro EC   | –   | 5:0 | 6:1           | 4:0 |
| Estudiantes   | 0:3 | –   | 1:0           | 5:1 |
| Tolima Ibagué | 0:0 | 1:1 | –             | 1:0 |
| Guaraní       | 0:2 | 1:2 | 0:2           | –   |

| 115 lutego 2011 | Tolima Ibagué     | 1:0   | Guaraní |                                                        |
| 17:30 UTC-5:00  | Danny Santoya 84' | (0:0) |         | Estadio Manuel Murillo Toro, Ibagué Sędzia: Omar Ponce |

| 216 lutego 2011 | Cruzeiro EC                                                           | 5:0   | Estudiantes |                                                      |
| 22:00 UTC-2:00  | Wallyson 1', 82' · Roger Galera Flores 18' · Walter Montillo 39', 59' | (3:0) |             | Arena do Jacaré, Sete Lagoas Sędzia: Carlos Amarilla |

| 322 lutego 2011 | Cruzeiro EC                                                 | 4:0   | Guaraní |                                                  |
| 19:15 UTC-3:00  | Wallyson 30', 64' · Ernesto Farías 86' · Thiago Ribeiro 89' | (1:0) |         | Arena do Jacaré, Sete Lagoas Sędzia: Raúl Orozco |

| 423 lutego 2011 | Estudiantes          | 1:0   | Tolima Ibagué |                                                            |
| 19:30 UTC-3:00  | Pablo Barrientos 45' | (1:0) |               | Estadio Ciudad de La Plata, La Plata Sędzia: Darío Ubriaco |

| 52 marca 2011  | Tolima Ibagué | 0:0   | Cruzeiro EC |                                                             |
| 17:30 UTC-5:00 |               | (0:0) |             | Estadio Manuel Murillo Toro, Ibagué Sędzia: Jorge Larrionda |

| 69 marca 2011  | Guaraní                         | 1:2   | Estudiantes                                 |                                                                |
| 21:45 UTC-3:00 | Pablo Nicolás Caballero 44' (k) | (1:0) | 51' Pablo Barrientos · 53' Leandro González | Estadio Defensores del Chaco, Asunción Sędzia: Víctor Carrillo |

| 716 marca 2011 | Cruzeiro EC                                                                                                | 6:1   | Tolima Ibagué        |                                                  |
| 21:50 UTC-3:00 | Walter Montillo 4' · Wallyson 32' · Roger Galera Flores 61', 70' (k) · Gilberto 88' · Thiago Ribeiro 90+1' | (2:0) | 69' Cristian Marrugo | Arena do Jacaré, Sete Lagoas Sędzia: Carlos Vera |

| 817 marca 2011 | Estudiantes                                                       | 5:1   | Guaraní            |                                                             |
| 19:15 UTC-3:00 | Hernán Rodrigo López 2', 19', 59' · Hernán Rodrigo López 25', 82' | (3:0) | 79' Julián Benítez | Estadio Ciudad de La Plata, La Plata Sędzia: Martín Vázquez |

| 930 marca 2011 | Tolima Ibagué         | 1:1   | Estudiantes            |                                                           |
| 17:30 UTC-5:00 | Félix Noguera 31' (k) | (1:1) | 23' Federico Fernandez | Estadio Manuel Murillo Toro, Ibagué Sędzia: Víctor Rivera |

| 1030 marca 2011 | Guaraní | 0:2   | Cruzeiro EC                              |                                                              |
| 21:50 UTC-3:00  |         | (0:1) | 17' Thiago Ribeiro · 90+2' José Ortigoza | Estadio Defensores del Chaco, Asunción Sędzia: Enrique Osses |

| 1113 kwietnia 2011 | Guaraní | 0:2   | Tolima Ibagué                      |                                                                  |
| 20:50 UTC-4:00     |         | (0:0) | 48' Danny Santoya · 68' Luis Closa | Estadio Defensores del Chaco, Asunción Sędzia: Joaquín Antequera |

| 1213 kwietnia 2011 | Estudiantes | 0:3   | Cruzeiro EC                                                    |                                                              |
| 21:50 UTC-3:00     |             | (0:2) | 10' Thiago Ribeiro · 45' Wallyson · 82' Gilberto da Silva Melo | Estadio Ciudad de La Plata, La Plata Sędzia: Roberto Silvera |

## Grupa 8
| Lp. | Drużyna        | M | Z | R | P | Bramki | Bramki | +/– | Pkt | Bezpośrednio |
| --- | -------------- | - | - | - | - | ------ | ------ | --- | --- | ------------ |
| 1   | LDU Quito (A)  | 6 | 3 | 1 | 2 | 12     | 4      | +8  | 10  |              |
| 2   | CA Peñarol (A) | 6 | 3 | 0 | 3 | 6      | 11     | −5  | 9   |              |
| 3   | Independiente  | 6 | 2 | 2 | 2 | 7      | 8      | −1  | 8   |              |
| 4   | Godoy Cruz     | 6 | 2 | 1 | 3 | 8      | 10     | −2  | 7   |              |

|               | GOD | CAP | LDU | IND |
| ------------- | --- | --- | --- | --- |
| Godoy Cruz    | –   | 1:3 | 2:1 | 1:1 |
| CA Peñarol    | 2:1 | –   | 1:0 | 0:1 |
| LDU Quito     | 2:0 | 5:0 | –   | 3:0 |
| Independiente | 1:3 | 3:0 | 1:1 | –   |

| 117 lutego 2011 | Godoy Cruz                                      | 2:1   | LDU Quito         |                                                             |
| 22:15 UTC-3:00  | Carlos Andrés Sánchez 17' · Nicolás Sánchez 60' | (1:0) | 53' Néicer Reasco | Estadio Malvinas Argentinas, Mendoza Sędzia: Martín Vázquez |

| 224 lutego 2011 | Independiente                                                   | 3:0   | CA Peñarol |                                                          |
| 19:15 UTC-3:00  | Facundo Parra 47' · Cristian Pellerano 70' · Andrés Silvera 85' | (0:0) |            | Estadio Libertadores, Avellaneda Sędzia: Salvio Fagundes |

| 31 marca 2011  | Godoy Cruz        | 1:3   | CA Peñarol                                    |                                                             |
| 20:15 UTC-3:00 | Rubén Ramírez 31' | (1:2) | 1', 42' Juan Manuel Olivera · 67' Luis Aguiar | Estadio Malvinas Argentinas, Mendoza Sędzia: Paulo Oliveira |

| 43 marca 2011  | LDU Quito                                                    | 3:0   | Independiente |                                                     |
| 20:30 UTC-5:00 | Paúl Ambrosi 11' · Miller Bolaños 52' · Patricio Urrutia 79' | (1:0) |               | Estadio de Liga Deportiva, Quito Sędzia: Óscar Ruiz |

| 59 marca 2011  | CA Peñarol      | 1:0   | LDU Quito |                                                      |
| 20:30 UTC-2:00 | Luis Aguiar 57' | (0:0) |           | Estadio Centenario, Montevideo Sędzia: Víctor Rivera |

| 610 marca 2011 | Independiente     | 1:3   | Godoy Cruz                                                     |                                                           |
| 21:45 UTC-3:00 | Facundo Parra 17' | (1:2) | 29' (sam.) Hernán Fredes · 33' Ariel Rojas · 57' Rubén Ramírez | Estadio Libertadores, Avellaneda Sędzia: Patricio Loustau |

| 717 marca 2011 | LDU Quito                                                                                          | 5:0   | CA Peñarol |                                                        |
| 19:30 UTC-5:00 | Carlos Luna 22' · Walter Calderón 45+1', 78' · Carlos Adrián Valdez 58' (sam.) · Hernán Barcos 64' | (2:0) |            | Estadio de Liga Deportiva, Quito Sędzia: Wilmar Roldán |

| 823 marca 2011 | Godoy Cruz        | 1:1   | Independiente        |                                                              |
| 19:30 UTC-3:00 | Rubén Ramírez 34' | (1:1) | 1' Matías Defederico | Estadio Malvinas Argentinas, Mendoza Sędzia: Héctor Baldassi |

| 931 marca 2011 | CA Peñarol                            | 2:1   | Godoy Cruz                            |                                                    |
| 21:15 UTC-3:00 | Heber Lopes 42' · Nicolás Freitas 71' | (1:0) | 57' (sam.) Guillermo Daniel Rodríguez | Estadio Centenario, Montevideo Sędzia: Heber Lopes |

| 105 kwietnia 2011 | Independiente        | 1:1   | LDU Quito                   |                                                        |
| 21:15 UTC-3:00    | Leonel Núñez 24' (k) | (1:0) | 58' (sam.) Julián Velázquez | Estadio Libertadores, Avellaneda Sędzia: Carlos Torres |

| 1112 kwietnia 2011 | CA Peñarol | 0:1   | Independiente     |                                                      |
| 19:15 UTC-3:00     |            | (0:1) | 33' Facundo Parra | Estadio Centenario, Montevideo Sędzia: Antonio Arias |

| 1212 kwietnia 2011 | LDU Quito                            | 2:0   | Godoy Cruz |                                                         |
| 17:15 UTC-5:00     | Luis Bolaños 47' · Hernán Barcos 58' | (0:0) |            | Estadio de Liga Deportiva, Quito Sędzia: Paulo Oliveira |